# Ilha Holbox
Holbox é uma pequena ilha, localizada no extremo norte do estado do estado de Quintana Roo, México. Seu nome significa em maia yucateco "olho negro", pertence ao município de Lázaro Cárdenas, fica a 10 km ao norte da costa noroeste da península de Yucatán. Possui uma extensão de 40 km de comprimento e 2 km de largura, e cerca de 34 quilômetros de praias para o norte. Se encontra unida intermitentemente com a península, por uma grande faixa de areia, com vários canais que a unem ao mar, e a Laguna Yalahau e Cabo Catoche.